# Todd Fuller
Todd Douglas Fuller (Fayetteville, 25 luglio 1974) è un ex cestista statunitense, professionista nella NBA.

## Carriera
È stato selezionato dai Golden State Warriors al primo giro del Draft NBA 1996 (11ª scelta assoluta).